# Наргиз
Нарги́з Пула́товна Заки́рова (узб. Наргиз Пўлатовна Зокирова, Nargiz Po‘latovna Zokirova; род. 6 октября 1970, Ташкент, УзССР, СССР), более известна мононимно как Нарги́з, — узбекская и американская певица, рок-музыкант, телеведущая.

## Биография
Родилась в музыкальной семье.
Мать — Луиза Каримовна Закирова, популярная в 1960—1970-е годы эстрадная певица, выступавшая, в частности, в дуэте со своим братом, известным эстрадным певцом Батыром Закировым.
Отец Наргиз — Пулат Сионович Мордухаев, бухарский еврей, был барабанщиком в ансамбле Батыра Закирова. Тяжёлая болезнь отца помешала Наргиз принять участие в первом кастинге телепрограммы «Голос» в 2012 году. Пулат Мордухаев умер в апреле 2013 года.
В 4 года Наргиз впервые выступила на сцене, а в 15 лет с песней «Помни меня» на музыку её дяди Фарруха Закирова и на слова Ильи Резника, исходно записанной ею вместе с ещё несколькими песнями для фильма «Невеста из Вуадиля» («Vodillik kelin») режиссёра Али Хамраева, появилась на I Всесоюзном телевизионном конкурсе молодых исполнителей советской эстрадной песни «Юрмала-86», где получила приз зрительских симпатий. В 1988 году клип на песню «Лохматый ученик» молодой певицы был показан в телепередаче «До 16 и старше…».
Училась на эстрадном отделении в республиканском цирковом училище. С успехом выступала со своей группой.
В 1995 году с родителями и дочкой эмигрировала из Узбекистана в США. В первые годы в Нью-Йорке работала в магазине, в видеосалоне, в тату-салоне, выступала в ресторанах. В 2001 году записала в стиле этно альбом «Золотая клетка», опубликованный компанией Sweet Rains Records в Сети. Пела в различных группах, затем выступала сольно.
В 2013 году прошла три этапа отбора на американский The X-Factor, но после того, как организаторы не перезвонили, отправилась на российский телевизионный проект «Голос». Наргиз впечатлила всех четверых судей, но предпочла команду Леонида Агутина. 20 декабря 2013 года вышла в финал конкурса. Заняла второе место, значительно уступив Сергею Волчкову. Однако сама певица считает: «Я не выиграла, я победила».
С апреля 2014 по август 2019 года Наргиз сотрудничала с продюсером и композитором Максимом Фадеевым. Музыкант написал для неё дебютный сольный сингл «Я — не твоя», который был выпущен 3 июля 2014 года. В октябре состоялась премьера видеоклипа к синглу, в котором она снялась со своим супругом Филиппом Бальзано.
В июле 2014 года Наргиз Закирова завоевала Гран-при международного музыкального фестиваля «Белые ночи Санкт-Петербурга». В фестивале певица принимала участие в качестве представительницы России. В ноябре того же года вышел выпуск ТВ-шоу «Битва экстрасенсов» с участием Наргиз Закировой в роли испытуемой.
6 февраля 2015 года Наргиз выпустила свой второй сингл, получивший название «Ты — моя нежность», который стал саундтреком фильма «Крым». Автором композиции выступил Максим Фадеев.
15 декабря 2015 года Наргиз представила свой третий сингл под названием «Я не верю тебе!». Автором композиции также выступил Максим Фадеев.
17 мая 2016 года состоялся релиз четвёртого сингла под названием «Беги». Спустя неделю состоялась премьера видеоклипа на данную композицию.
24 августа 2016 года на iTunes стал доступен предзаказ дебютного сольного альбома Наргиз под названием «Шум сердца». Релиз диска состоялся 7 октября 2016, в него вошли 15 композиций, в том числе ранее выпущенные 4 сингла.
1 сентября 2016 года состоялась премьера совместного трека Наргиз и Максима Фадеева под названием «Вдвоём». Данная композиция стала пятым официальным синглом в поддержку дебютного альбома «Шум сердца».
9 августа 2018 года на YouTube-канале MALFA состоялась премьера совместного клипа Наргиз и Василия Вакуленко «Прощай, любимый город».
12 августа 2019 года Максим Фадеев в одностороннем порядке расторг контракт с Наргиз и запретил ей исполнять все песни, записанные в период сотрудничества. Также были отменены запланированные концерты в Воронеже и Ростове-на-Дону. Разрыву предшествовал конфликт, длившийся около месяца.
11 марта 2020 года подписала контракт с новым продюсером Виктором Дробышем.
25 мая 2022 года Наргиз по прилёте в аэропорт Домодедово была задержана сотрудниками правоохранительных органов. Позже певица была депортирована в Узбекистан, а ей самой, по словам адвоката певицы Бахрома Исмаилова, было запрещено посещать РФ до 2072 года (50 лет).

## Взгляды
Наргиз является гражданкой США.
В 2017 году Наргиз запретили въезд на Украину за гастроли в Крыму. Певицу также обвинили в поддержке политики Владимира Путина по Украине и Крыму.
В интервью 17 декабря 2019 года, данном Ксении Собчак, Наргиз сообщила следующее: «трое её детей „полные американцы“, закончившие в США школы и колледжи. Артистка рассказала, что старшая дочь уверена — в России по улицам ходят медведи и что „Раша“ — это „мафия“. Певица заявила, что не чувствует себя в безопасности в РФ».
В апреле 2022 года выступила против вторжения России на Украину. В мае того же года ей запретили въезд в Россию до 2072 года. Это связано с публикациями певицы в соцсетях, в которых она поддержала украинскую сторону после начала активных боевых действий на Украине.
В ноябре 2023 года заявила пранкерам Вовану и Лексусу, что посылала деньги Вооружённым силам Украины и назвала себя патриоткой США. Также она показала свою татуировку на руке с изображением трезубца и заявила, что собирается набить рисунок с изображением Степана Бандеры, несмотря на то что у неё — еврейские корни. По словам Наргиз, конфликт Москвы и Киева — «её личная война».
В июле 2024 года опубликовала видео с набитой татуировкой Бандеры на фоне флага УПА, снятое в момент перелёта в Париж.

## Семья
Дед — Карим Закиров (1912—1977), оперный певец (баритон), народный артист Узбекской ССР, солист Узбекского Государственного театра оперы и балета имени Алишера Навои. Бабушка — Шохиста́ Саидова — певица, исполнительница народных песен, солистка Ташкентского музыкального театра драмы и комедии имени Мукими. Заслуженная артистка Узбекской ССР (1952).
Отец — Пулат Сионович Мордухаев (1937—2013), музыкант. Мать — Луиза Каримовна Закирова (1938), певица, заслуженная артистка Узбекской ССР (1968). 
Дядя — Батыр Закиров (1936—1985), узбекский советский певец, писатель, поэт, художник и актёр. Родоначальник эстрадного искусства в республике. Народный артист Узбекской ССР.
Дядя — Фаррух Закиров, певец, художественный руководитель узбекского ансамбля «Ялла», народный артист Узбекской ССР. В 2002—2004 годах — заместитель министра культуры Республики Узбекистан, затем министр культуры.
Дядя — Джамшид Закиров (1948—2012), советский и узбекский актёр театра и кино, телеведущий, заслуженный артист Узбекистана.
Муж — Филипп Бальзано, певец. В девятилетнем возрасте он с родителями приехал в США из Сицилии. В 2016 году супруги находились на грани развода и, по некоторым сведениям, он состоялся.
У Наргиз трое детей от разных мужей: дочери Сабина (от Руслана Шарипова) и Лейла (от Филиппа Бальзано) и сын Ауэль (от Ернура Канайбекова). Внук — Ной, сын Сабины.

## Награды и номинации
| Год  | Награда                      | Категория                                                     | Номинируемая работа          | Результат    |
| ---- | ---------------------------- | ------------------------------------------------------------- | ---------------------------- | ------------ |
| 2013 | Голос                        |                                                               |                              | Второе место |
| 2015 | Премия Муз-ТВ 2015           | Прорыв года                                                   | Наргиз                       | Номинация    |
| 2015 | Премия RU.TV 2015            | Лучший рок-проект                                             | Наргиз                       | Победа       |
| 2015 | Премия RU.TV 2015            |                                                               | Реальный приход              | Номинация    |
| 2015 | Премия MUSICBOX 2015         | Певица года                                                   | Наргиз                       | Победа       |
| 2015 | ZD Award 2014                | «За вклад в эстрадную культуру и верность „Звуковой дорожке“» | Наргиз                       | Номинация    |
| 2015 | Золотой Граммофон            |                                                               | «Ты — моя нежность»          | Победа       |
| 2015 | Песня года                   |                                                               | «Ты — моя нежность»          | Номинация    |
| 2016 | Премия Муз-ТВ 2016           | Лучший рок-исполнитель                                        | Наргиз                       | Номинация    |
| 2016 | Премия MUSICBOX 2016         | Дуэт года                                                     | Наргиз и Макс Фадеев         | Победа       |
| 2016 | Золотой Граммофон            |                                                               | «Я не верю тебе»             | Победа       |
| 2017 | Золотой Граммофон Песня года | Дуэт года                                                     | «Вдвоём» (с Максом Фадеевым) | Победа       |
| 2017 | Золотой Граммофон Песня года | Дуэт года                                                     | «Вдвоём» (с Максом Фадеевым) | Номинация    |

## Дискография

### Студийные альбомы
| №                   | Название                            | Длительность |
| ------------------- | ----------------------------------- | ------------ |
| 1.                  | «Mechali»                           | 5:05         |
| 2.                  | «Мустафа» (Traditional Arabic Song) | 3:39         |
| 3.                  | «Золотая клетка»                    | 5:17         |
| 4.                  | «Alla (колыбельная)»                | 4:59         |
| 5.                  | «Джип Джип»                         | 4:49         |
| 6.                  | «Yomgir»                            | 4:40         |
| 7.                  | «Наманганские яблочки»              | 5:17         |
| 8.                  | «Город снов»                        | 5:39         |
| 9.                  | «Помни меня»                        | 4:40         |
| 10.                 | «Забытая песня»                     | 3:18         |
| Общая длительность: | Общая длительность:                 | 45:23        |

| №                   | Название            | Длительность |
| ------------------- | ------------------- | ------------ |
| 1.                  | «Land»              | 3:27         |
| 2.                  | «Crows»             | 2:54         |
| 3.                  | «Come Closer»       | 3:10         |
| 4.                  | «Running Away»      | 3:15         |
| 5.                  | «Alone»             | 4:21         |
| 6.                  | «What You Want»     | 3:00         |
| 7.                  | «Posion»            | 3:07         |
| 8.                  | «Jump»              | 4:15         |
| Общая длительность: | Общая длительность: | 26:49        |

| №                   | Название                       | Длительность |
| ------------------- | ------------------------------ | ------------ |
| 1.                  | «Ты – моя нежность»            | 3:49         |
| 2.                  | «Я не верю тебе»               | 4:04         |
| 3.                  | «Беги»                         | 3:49         |
| 4.                  | «Пульс»                        | 4:01         |
| 5.                  | «Солнце»                       | 4:13         |
| 6.                  | «Вдвоём» (feat. Максим Фадеев) | 3:33         |
| 7.                  | «Я – не твоя»                  | 4:43         |
| 8.                  | «Whip My Hair»                 | 3:10         |
| 9.                  | «Revolution»                   | 3:31         |
| 10.                 | «Давай выключим свет»          | 4:04         |
| 11.                 | «Время»                        | 3:53         |
| 12.                 | «Я не могу»                    | 4:44         |
| 13.                 | «Я буду всегда с тобой»        | 4:23         |
| 14.                 | «Нас бьют – мы летаем»         | 3:38         |
| 15.                 | «Любовь»                       | 4:31         |
| Общая длительность: | Общая длительность:            | 57:26        |

### Мини-альбомы
| Название            | Информация                                                               | Примечание |
| ------------------- | ------------------------------------------------------------------------ | --- |
| ONA — EP            | - Релиз: 14 октября 2022 - Лейбл: KIMATIX - Формат: Цифровая дистрибуция | \| № \| Название \| Длительность \| \| ------------------- \| ------------------- \| ------------ \| \| 1. \| «PODDOJDEM» \| 3:33 \| \| 2. \| «PURPUR» \| 2:25 \| \| 3. \| «PARIPORHIGH» \| 2:50 \| \| 4. \| «DOOESH» \| 3:05 \| \| 5. \| «ONA» \| 3:21 \| \| Общая длительность: \| Общая длительность: \| 14:34 \| |
| №                   | Название                                                                 | Длительность |
| 1.                  | «PODDOJDEM»                                                              | 3:33 |
| 2.                  | «PURPUR»                                                                 | 2:25 |
| 3.                  | «PARIPORHIGH»                                                            | 2:50 |
| 4.                  | «DOOESH»                                                                 | 3:05 |
| 5.                  | «ONA»                                                                    | 3:21 |
| Общая длительность: | Общая длительность:                                                      | 14:34 |

## Синглы

### Официальные синглы
| Год  | Сингл                                                     | Альбом         |
| ---- | --------------------------------------------------------- | -------------- |
| 2006 | «Alla» (колыбельная)                                      | Золотая клетка |
| 2008 | «Land»                                                    | Alone          |
| 2014 | «Я — не твоя»                                             | Шум сердца     |
| 2015 | «Ты — моя нежность»                                       | Шум сердца     |
| 2015 | «Вдвоём» (совм. с Максимом Фадеевым)                      | Шум сердца     |
| 2015 | «Я не верю тебе!»                                         | Шум сердца     |
| 2016 | «Беги»                                                    | Шум сердца     |
| 2016 | «Я буду всегда с тобой»                                   | Шум сердца     |
| 2016 | «С любимыми не расставайтесь» (совм. с Максимом Фадеевым) | без альбома    |
| 2017 | «Нелюбовь»                                                | без альбома    |
| 2018 | «Прощай, любимый город» (feat. с Баста)                   | без альбома    |
| 2019 | «Fu*k You»                                                | без альбома    |
| 2021 | «НеСолдат»                                                | без альбома    |
| 2022 | «PARIPORHIGH»                                             | ONA — EP       |

### Другие песни / промо-синглы
- 2017 — «Верните память»
- 2019 — «Rebel»
- 2019 — «Нелюбимая дочь»
- 2019 — «Мама»
- 2019 — «Войди»
- 2020 — «Через огонь»
- 2020 — «Любить»
- 2020 — «Россия-Америка» (совм. с Любовью Успенской)
- 2021 — «Благодарю» (совм. с Ильёй Сильчуковым)
- 2021 — «Зачем ты так?»
- 2024 — «Still Loving You» (Scorpions Cover)
- 2024 — «Remember me (1984)»
- 2025 — «Broken» (совм. с Somatic Moon)

## Видеоклипы
| Год  | Клип                                                          | Режиссёр          | Альбом         |
| ---- | ------------------------------------------------------------- | ----------------- | -------------- |
| 2006 | «Alla (колыбельная)»                                          | Неизвестно        | Золотая клетка |
| 2008 | «Land»                                                        | Неизвестно        | Alone          |
| 2014 | «Я — не твоя»                                                 | Евгений Курицын   | Шум сердца     |
| 2015 | «Ты — моя нежность»                                           | Максим Фадеев     | Шум сердца     |
| 2015 | «Я не верю тебе!»                                             | Евгений Курицын   | Шум сердца     |
| 2016 | «Беги»                                                        | Ирма Польских     | Шум сердца     |
| 2016 | «Вдвоём» (совместно с Максимом Фадеевым)                      | Максим Фадеев     | Шум сердца     |
| 2016 | «С любимыми не расставайтесь» (совместно с Максимом Фадеевым) | Максим Фадеев     | без альбома    |
| 2017 | «Я буду всегда с тобой»                                       | Ирма Польских     | Шум сердца     |
| 2018 | «Нелюбовь»                                                    | Ирма Польских     | без альбома    |
| 2018 | «Прощай, любимый город» (совместно с Бастой)                  | Дилия Альшина     | без альбома    |
| 2019 | «Fu*k You»                                                    | Наргиз Закирова   | без альбома    |
| 2021 | «Благодарю» (совместно с Ильёй Сильчуковым)                   | Анна Герт         | без альбома    |
| 2021 | «НеСолдат»                                                    | Софья Фёдорова    | без альбома    |
| 2023 | «PARIPORHIGH»                                                 | Александр Борисов | ONA — EP       |

### Озвучивание
- 2015 — Три богатыря. Ход конём — цыганка Луладжа